# Berken
Berken – gmina (niem. Einwohnergemeinde) w Szwajcarii, w kantonie Berno, w regionie administracyjnym Emmental-Oberaargau, w okręgu Oberaargau.
Gmina została po raz pierwszy wspomniana w dokumentach w 1272 roku jako Berinkon.

## Demografia
W 2016 Berken była siódmą najmniejszą gminą pod względem ludności w Szwajcarii. 31 grudnia 2020 w Berken mieszkały 44 osoby. W 2008 roku wszyscy obywatele gminy byli obywatelami Szwajcarii. W 2020 roku 4,5% populacji gminy stanowiły osoby urodzone poza Szwajcarią.
W 2000 roku wszyscy obywatele gminy mówili w języku niemieckim.

Zmiany w liczbie ludności są przedstawione na poniższym wykresie: